# Droga wojewódzka nr 670
Droga wojewódzka nr 670 (DW670) – droga wojewódzka o długości 71 km, łącząca Osowiec-Twierdzę z Chworościanami. Droga w całości biegnie na terenie województwa podlaskiego przez powiat moniecki (gminy: Goniądz i Jaświły) oraz powiat sokólski (gminy: Suchowola, Dąbrowa Białostocka i Nowy Dwór).
Trasa na odcinku od osady Osowiec-Twierdza do Suchowoli położona jest na obrzeżach Biebrzańskiego Parku Narodowego.

## Miejscowości leżące przy trasie DW670
- Osowiec-Twierdza (DK65, DW668)
- Goniądz – obwodnica
- Suchowola (DK8) – obwodnica
- Dąbrowa Białostocka (DW673) – obwodnica
- Nowy Dwór – obwodnica
- Chworościany – przejście graniczne z Białorusią